# Wohn- und Wirtschaftsgebäude Hembecker Weg 3

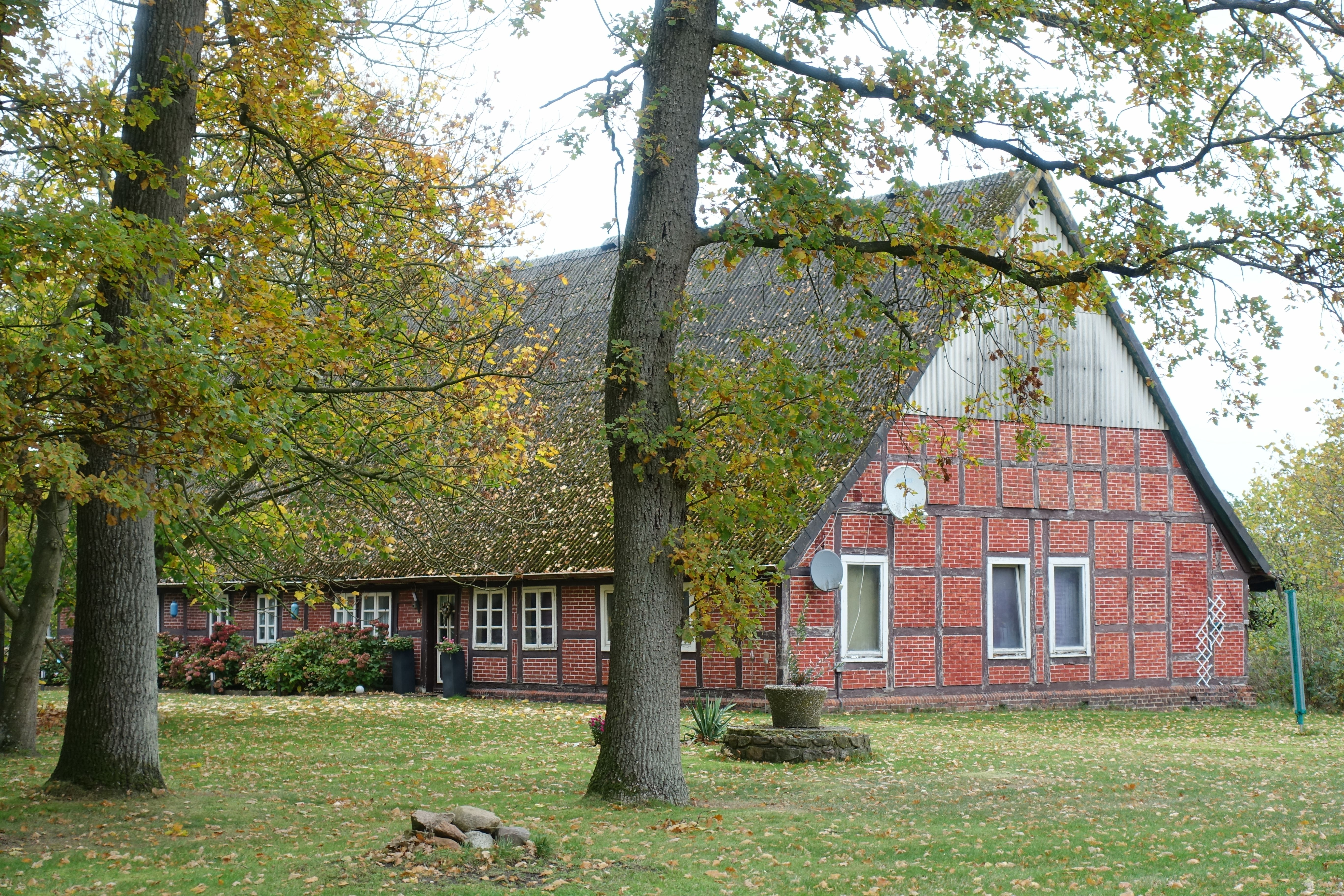
West- und Südfassade (2022)

Das Wohn- und Wirtschaftsgebäude Hembecker Weg 3 in der niedersächsischen Gemeinde Anderlingen wurde zur Mitte des 19. Jahrhunderts gebaut. Aktuell (2025) wird es zum Wohnen genutzt.
Das Gebäude steht unter Denkmalschutz (siehe auch Liste der Baudenkmale in Anderlingen).

## Beschreibung
Das eingeschossige traufständige Gebäude als Zweiständer-Hallenhaus in Fachwerk mit Steinausfachungen und ziegelgedecktem Satteldach wurde 1841 (Inschrift) gebaut und um 1900 nach Nordosten um einen Anbau ergänzt. Das obere Giebeldreieck wurde regionaltypisch senkrecht verbrettert. Das Haus steht in der Tiefe auf einem größeren baumbestandenen Grundstück.
Das Landesdenkmalamt befand u. a.: „… ein regionstypisches Hallenhaus der ersten Hälfte des 19. Jahrhunderts in Zweiständerkonstruktion … .“